# Petrův Dvůr
Petrův Dvůr je vesnice, část města Netolice v okrese Prachatice v Jihočeském kraji. Nachází se asi jeden kilometr západně od Netolic. Prochází zde silnice II/145. Je zde evidováno 126 adres. V roce 2011 zde trvale žilo 264 obyvatel.
Petrův Dvůr leží v katastrálním území Netolice o výměře 26,35 km².

## Historie
První písemná zmínka o vesnici pochází z roku 1378.

## Obyvatelstvo
| Rok            | 1869 | 1880 | 1890 | 1900 | 1910 | 1921 | 1930 | 1950 | 1961 | 1970 | 1980 | 1991 | 2001 | 2011 | 2021 |
| -------------- | ---- | ---- | ---- | ---- | ---- | ---- | ---- | ---- | ---- | ---- | ---- | ---- | ---- | ---- | ---- |
| Počet obyvatel | 498  | 544  | 482  | 554  | 550  | 610  | 515  | 424  | 0    | 350  | 335  | 291  | 257  | 264  | 267  |
| Počet domů     | 34   | 45   | 47   | 48   | 50   | 51   | 65   | 72   | 0    | 65   | 69   | 72   | 73   | 80   | 87   |

## Obecní správa
Při sčítání lidu v letech 1850–1959 Petrův Dvůr byl samostatnou obcí, se kterým patřil nejprve do okresu Prachatice, ale v roce 1950 v okrese Vodňany. V následujícím období byla osada úředně zrušena a jako část města Netolice byla obnovena 1. července 1982.

## Pamětihodnosti
- Renesanční lovecký zámek Kratochvíle (národní kulturní památka)
- Zemědělský dvůr Petrův a dvorec Peklo
- Boží muka, v lese Peklo, při cestě směr Kratochvíle